# Kris Evans
Kris Evans, pseudonimo di Csaba Szigeti (Nagyatád, 2 maggio 1986), è un ex attore pornografico, modello e culturista ungherese.

## Biografia

### Carriera da attore porno comeKris Evans
Kris ha esordito all'età di 18 anni nel settore del porno gay, dove ha firmato il suo primo contratto con la BelAmi. A quel tempo, Kris disse che era eterosessuale e vergine. Dal suo primo colloquio con G. Duroy ha aspettato due anni prima di decidere di girare la sua prima scena. Durante questo periodo, ha lavorato come agente di polizia in Ungheria, e per evitare uno scandalo la BelAmi gli aveva più volte consigliato di lasciare quel lavoro. Nel 2010 ha dovuto lasciare il suo lavoro nella polizia perché nella sua città natale di 12.000 abitati avevano scoperto che faceva film porno gay. Secondo alcune fonti, un concittadino "geloso" di Kris e della sua nuova macchina di lusso comprata con i soldi guadagnati con il porno, ha fatto la spia. Kris si è licenziato come agente di polizia prima che potessero licenziarlo loro. Nei primi anni della sua carriera nella pornografia, non aveva intenzione di diventare famoso, ma lo scandalo, le dimissioni e lo stipendio migliore dato dal porno lo hanno spinto a continuare. Anche se era in conflitto con la sua famiglia a causa della sua carriera nel mondo del porno, ha continuato per affrontare la crisi economica che c'era in Ungheria in quegli anni. Inoltre, gli piaceva il suo lavoro.
Per la BelAmi ha girato il mondo in paesi come l'Australia, la Germania, gli Stati Uniti, l'Italia e il Sudafrica. Kris ha girato soprattutto scene da attivo (Top) e raramente da passivo (Bottom).
Nel 2011 ha recitato nel primo film 3D di BelAmi, "BelAmi 3D". Nello stesso anno fu annunciato un contratto con la linea di sex toys Fleshjack. Nel 2012 l'artista Ross Watson ha raffigurato Kris nello stile di Michelangelo Merisi da Caravaggio, e ha venduto il dipinto per $50.000 a un collezionista privato di New York.
Nel 2015 ha partecipato a una campagna pubblicitaria per il marchio "Addicted", in cui ha fatto da modello per la nuova collezione di costumi da bagno e la nuova linea di biancheria intima maschile primavera e inverno, insieme con altri attori della BelAmi.
Nel 2016, suo cugino, con lo pseudonimo di Andy Smith è stato messo sotto contratto dalla BelAmi. Nello stesso anno BelAmi annuncia il ritiro di Kris, rilevando che ha già girato un numero indefinito di scene, e che saranno pubblicate nel corso degli anni successivi.
Sebbene si sia ritirato dall'industria del porno del 2016, è stato il secondo attore porno gay più ricercato su internet nella metà del 2018. Nello stesso anno è stato annoverato tra i dieci più influenti pornostar gay nel decennio del 2010.

### Carriera da bodybuilder comeCsaba Szigeti
Ha fatto il suo esordio da BodyBuilder a FIBO nel 2016 a Colonia.
Nel 2017 ha fatto un'intervista su YouTube con Fit Media Channel, il video è stato intitolato The Body of a Super Hero (Il Corpo di un Super Eroe).

## Vita privata
Il padre di Csaba muore nel 2014.

## Filmografia
- Bel Ami XL Files 3 (2005)
- Bel Ami XL Files 5 (2007)
- Pin Ups: Oversized (2008)
- Cocky Friends (2010)
- Drop Your Pants (2010)
- Jean Daniel's Sex Appeal (2010)
- Johan's Journal 4: On The Set (2010)
- Kris And Dolph (2010)
- More Than You Can Handle (2010)
- Step by Step: Education of a Porn Star: Kris Evans (2010)
- Step by Step: Jean-Daniel Chagall (2010)
- Three (2010)
- 3D Belami (2011)
- Doing It Together: The Peters Twins (2011)
- Kris Evans Fucks Skyler (2011)
- Kris Evans: Up And Close (2011)
- American Lovers 2 (2012)
- Irresistible (2012)
- Kris and Tom (2012)
- Peters Twins Doing It Together (2012)
- Summer (2012)
- Buddies with Benefits (2013)
- Forever Lukas (2013)
- Kevin Warhol and Jack Harrer Are Best Friends (2013)
- Official Scary Parodies 2: Killer Fucking Compilations (2013)
- Perfect Match (2013)
- Breathless (2014)
- Evening Rituals 2 (2014)
- Fucking Kris (2014)
- Kinky and Kris (2014)
- Addicted Experience 2 (2015)
- Bel Ami Legends (2015)
- Evening Rituals 2 (2015)
- Kris and Torsten 1 (2015)
- Kris and Torsten 2 (2015)
- Addicted to Kris (2016)
- Kris and Andrei 1 (2016)
- Kris and Andrei 2 (2016)
- Kris and Danny - Part 1 (2016)
- Kris, Danny and Jean-Luc - Part 2 (2016)
- Kris, Vadim, Darius and Tommy - Condom Archive (2016)
- Photosession: Kris Evans, Ryan Kutcher (2016)
- Backstage: Summer Break 3 (2017)
- Kris and Jon (2017)
- Kris and Miguel (2017)
- Kris and Roald (2017)
- Kris, Julien and Zac - Part 1 (2017)
- Kris, Julien and Zac - Part 2 (2017)
- Loving Kris (2017)
- Photosession: Kris and Zac (2017)
- Vadim, Jack and Kris 1 (2017)
- Vadim, Jack and Kris 2 (2017)
- Jock Love (2018)
- Kris and Christian (2018)
- Kris and Raphael (2018)
- Nino and Kris (2018)
- Photosession: Kris Evans and Rhys Jagger (2018)

## Premi e riconoscimenti
AVN Awards
- 2010 - Candidatura come Best Newcomer[1]

Cybersocket Web Awards
- 2016 - Candidatura come Best Porn Star[17]

Grabby Awards
- 2010 - Candidatura come Performer of the Year[1]
- 2010 - Candidatura come New Comer[1]
- 2010 - Candidatura come Best Three Way Scene per Kris And Dolph (con Dolph Lambert & Sascha Chaykin)[1]
- 2010 - Candidatura come Best Solo Scene per Step by Step: Education of a Porn Star: Kris Evans[1]
- 2011 - Hottest Cock Uncut[18]
- 2011 - Candidatura come New Comer[1]
- 2011 - Candidatura come Performer of the Year[1]
- 2013 - Best Duo per American Lovers 2 Bel Ami (con Mick Lovell)[19]
- 2013 - Candidatura come Hottest Top[19]
- 2014 - Candidatura come Hottest Cock[1]
- 2014 - Candidatura come Hottest Top[1]

Xbiz Awards
- 2015 - Candidatura come Gay Performer of the Year[1]
- 2016 - Candidatura come Gay Performer of the Year[1]

GayVN Awards
- 2018 - Candidatura come Fan Award: Favorite Body[1]

Str8UpGayPorn Awards
- 2017 - Candidatura come Best Body[1]